# Маковский, Дмитрий Сергеевич
Дмитрий Сергеевич Маковский (род. 18 марта 2000, Екатеринбург) — российский футболист, полузащитник клуба «Урал».

## Биография
Воспитанник екатеринбургского «Урала». В 2017—2018 годах играл за «Академию Урал» в первой группе чемпионата Свердловской области. В сезонах 2017/18 — 2020/21 провёл 51 матч в молодёжном первенстве РПЛ, забил 6 голов. С сезона 2020/21 — в фарм-клубе «Урал-2» из ПФЛ. 11 декабря 2021 года дебютировал в чемпионате России, выйдя на 89-й минуте в гостевой игре против «Ростова» (4:1).